# Täsch
Täsch es una comuna suiza del cantón del Valais, localizada en el distrito de Visp. Limita al norte con la comuna de Randa, al este con Saas-Fee, al sureste con Saas-Almagell, al sur con Zermatt y al occidente con Anniviers.